# 大貧乏
『大貧乏』（だいびんぼう）は、2017年1月8日から3月12日まで毎週日曜日21時00分 - 21時54分に、フジテレビ系「日9ドラマ」枠で放送された日本のテレビドラマ。主演は小雪。

## あらすじ
七草ゆず子は、ひとつ年下の夫に裏切られて以降、8歳の息子と6歳の娘を女手ひとつで育ててきたシングルマザー。しかしゆず子が勤めていた人材派遣会社「DOH」が突然倒産し、収入も貯金も全て失い、一文無しの"大貧乏"に大転落してしまう。窮地に追い込まれ、途方に暮れていたゆず子の元にエリート弁護士でゆず子の元同級生の柿原新一から、会社の倒産には裏があることを聞かされる。柿原の支えと子供たちの想いを受け、ゆず子は強い母になることを決意する。

## 登場人物

### 主要人物
七草 ゆず子（ななくさ ゆずこ）
演 - 小雪
人材派遣会社「DOH」元社員。二児のシングルマザー。
苦労を乗り越えながら、二人の子供たちの成長を見守り、家族を大事にしている。
毎月少額ながら地道に貯金をしてきたが、度重なる災難により一文無しになってしまう。
柿原 新一（かきはら しんいち）
演 - 伊藤淳史
柿原法律事務所代表弁護士。高校時代、七草ゆず子と同級生だった。
学生時代から自分に自信が持てない性格からか、恋愛にはかなりの奥手。

### 人材派遣会社「DOH」
加瀬 春木（かせ はるき）
演 - 成田凌
DOH営業部社員。
ゆず子と柿原と共にDOH倒産の秘密を探る。
浅岡 礼司（あさおか れいじ）
演 - 滝藤賢一
DOH経理部長。DOH倒産の秘密について何か知っている模様。
後に柿原たちと手を組み、濱中電子工業の不正の謎を探る。
天満 利章（てんま としあき）
演 - 奥田瑛二
DOH代表取締役社長。
社内外問わず厚い信頼を得ていたが、裏では濱中電子工業と何らかの関わりがある模様。
野村 梨沙（のむら りさ）
演 - 仲里依紗（第1話 - 第2話）
DOH経理部OL。年の離れた妹がいる。
不正送金の証拠ファイルを持ち出しており、それをゆず子に渡そうとするが、何者かに突き飛ばされファイルを奪われる。
田淵 有三
演 - 田山涼成（第2話 - 第3話（写真））
DOH元総務課長。ゆず子の元上司。
10年前にDOHを退社しており、その後は「みなみまち不動産」という不動産屋を経営している。

### 柿原法律事務所
木暮 祐人（こぐれ ゆうと）
演 - 神山智洋（ジャニーズWEST）
柿原法律事務所の新人弁護士。柿原を非常に尊敬している。

### 濱中電子工業
月島 レイコ
演 - 泉里香（第4話 - 第7話・第9話）
濱中電子工業OL。合コンをきっかけに柿原に惚れ込む。
橋本 亜香里
演 - 沢井美優（第4話）
濱中電子工業OL。元研究職所属
さやか
演 - 岡本杏理（第4話）
濱中電子工業OL。
濱中 直宏
演 - 大鶴義丹（第4話・第6話・第8話 - 最終話）
濱中電子工業専務取締役。
高野 由鶴
演 - 奥貫薫（第5話・第9話）
濱中電子工業のバッテリー「アウセル」の開発責任者。

### 主要人物の家族
七草 翔太
演 - 今井暖大
ゆず子の息子。
七草 実結
演 - 野澤しおり
ゆず子の娘。
柿原 正美
演 ‐ 山本道子（第5話 - 第6話）
柿原の母。

### その他
櫻沢 まりえ
演 - 内田理央
ゆず子のママ友。元ヤン。三人の子持ち。ゆず子の良き相談相手でもある。
櫻沢 カイト
演 - 中村宙喜
まりえの息子。
櫻沢 タイガ
演 - 西畑慶吾
まりえの息子。
櫻沢 シエル
演 - 尻引結馨
まりえの娘。
タクちゃん
演 - 山田親太朗（第4話）
まりえの夫。
福沢 丈太郎
演 - 戸田昌宏（第1話 - 第2話・第7話 - 第9話）
DOHの法務担当弁護士。
新井
演 - 小松利昌（第1話）
ゆず子の高校時代の同級生。
ジャスティス・ゴトー
演 - マイケル富岡（第2話・第8話）
ドラマ「正義の検事 ジャスティス ゴトー」の主人公。
ジャンルイジ
演 - BEN L（第4話）
イタリア人。柿原たちと共に合コンに同行する。
明日菜
演 - 安藤美優（第5話 - 第6話）
翔太のクラスメイト。
鈴木 忠成
演 - 岡部たかし（第6話）
「週刊デイズ」編集部記者。
ミスターバレンタイン
演 - パトリック・ハーラン（第6話）
柿原法律事務所のクライアント。
吉沢 美智子
演 - 舟木幸（第7話 - 第8話）
浅岡の元妻。
都鳥 仁
演 - 片桐仁（第8話）
「正義の検事 ジャスティス ゴトー」制作会社のディレクター。ドラマ撮影のため柿原法律事務所を訪れる。

## スタッフ
- 脚本 - 安達奈緒子
- 主題歌 - SOLIDEMO「Happiness」（avex trax）[12][13]
- 編成企画 - 増本淳、西原恵
- プロデュース - 小林宙
- 演出 - 土方政人、小林義則、三木茂
- 制作 - フジテレビジョン
- 制作著作 - 共同テレビ

## 放送日程
| 各話                                                                        | 放送日  | サブタイトル                                               | 演出     | 視聴率 |
| --------------------------------------------------------------------------- | ------- | ---------------------------------------------------------- | -------- | ------ |
| 第1話                                                                       | 1月08日 | 謎秘めた会社倒産で一文無し!?子持ちママ七草ゆず子 悪を斬る! | 土方政人 | 7.7%   |
| 第2話                                                                       | 1月15日 | 今夜は少しサスペンス?大逆転!?手にした30億                  | 土方政人 | 4.4%   |
| 第3話                                                                       | 1月22日 | ママが入院!?2人きりの夜に大事件 裏金奪還の結末             | 小林義則 | 4.8%   |
| 第4話                                                                       | 1月29日 | ママがスパイ 迫る危険!奥手弁護士にモテ期到来!?             | 土方政人 | 5.0%   |
| 第5話                                                                       | 2月05日 | 嘘の婚約話で嫁姑争い勃発!?敵仲間入りで新展開!              | 土方政人 | 4.5％  |
| 第6話                                                                       | 2月12日 | 正義のママvsメディア!本命vs義理!決戦はバレンタイン!        | 三木茂   | 4.4%   |
| 第7話                                                                       | 2月19日 | ドキドキ旅行 幸せなひと時襲う真実裏切り者は隣に            | 小林義則 | 5.2%   |
| 第8話                                                                       | 2月26日 | ママを買収!?1億円の魔力!本当の悪が牙をむく!                | 土方政人 | 4.0%   |
| 第9話                                                                       | 3月05日 | 今夜すべてが明らかに!!奪われた250億の真相                  | 三木茂   | 4.7%   |
| 最終話                                                                      | 3月12日 | 最終決戦!小さき正義 賭けに出る巨悪への罠!                  | 土方政人 | 4.4%   |
| 平均視聴率 4.9%（視聴率はビデオリサーチ調べ、関東地区・世帯・リアルタイム） |         |                                                            |          |        |